# Syngenesia

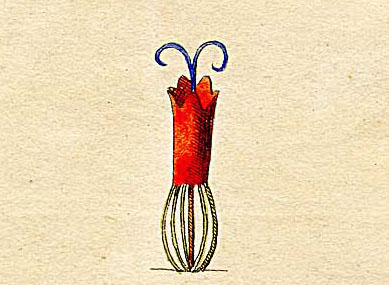
Syngenesia

Em botânica, syngenesia  é uma classe de plantas segundo o sistema de Linné.  Apresentam flores hermafroditas com os estames soldados pelas anteras.
As ordens e os gêneros que constituem esta classe são:
Ordem 1. Polygamia aequalis (inflorescência em capítulos com todas as flores hermafroditas)
Gêneros: Tragopogon, Scorzonera, Picris, Sonchus, Lactuca, Chondrilla, Prenanthes, Leontodon, Hieracium, Crepis, Andryala, Hyoseris, Hypochaeris, Lapsana, Catananche, Cichorium, Scolymus, Elephantopus, Gundelia, Echinops, Arctium, Serratula, Carduus, Cnicus, Onopordum, Cynara, Carlina, Atractylis, Carthamus, Stoebe, Bidens, Cacalia, Eupatorium, Ageratum, Staehelina, Chrysocoma, Tarchonanthus, Santolina, Tanacetum
Ordem 2. Polygamia superflua (inflorescência em capítulos com as flores centrais hermafroditas e  marginais pistiladas)
Gêneros:  Artemisia, Gnaphalium, Xeranthemum, Carpesium, Baccharis, Conyza, Erigeron, Tussilago, Senecio, Aster, Solidago, Inula, Arnica, Doronicum, Helenium, Bellis, Tagetes, Chrysanthemum, Matricaria, Cotula, Anacyclus, Anthemis, Achillea, Tridax, Sigesbeckia, Verbesina, Tetragonotheca, Buphthalmum
Ordem 3. Polygamia frustranea (inflorescência em capítulos com as flores centrais hermafroditas e  marginais neutras)
Gêneros: Helianthus, Rudbeckia, Coreopsis, Centaurea
Ordem 4. Polygamia necessaria ( inflorescência em capítulos com as flores centrais hermafroditas, porém com ovários estéreis. As flores marginais são pistiladas.)
Gêneros: Milleria, Silphium, Chrysogonum, Melampodium, Calendula, Arctotis, Osteospermum, Othonna, Polymnia, Eriocephalus, Filago, Micropus, Sphaeranthus
Ordem 5. Monogamia (plantas sem capítulos, porém com flores que apresentam estames unidos pelas anteras). 
Gêneros: Seriphium, Corymbium, Jasione, Lobelia, Viola, Impatiens

## Ordem syngenesia
No mesmo sistema de classificação, syngenesia  é uma ordem das classes  Monoecia e  Dioecia.